# Les Petites Ailes de France
 (août 2014).
Les Petites Ailes est un titre utilisé, pour leur journal clandestin, par trois groupes de résistants, l’organisation de Jacques-Yves Mulliez en zone interdite, le groupe de Robert Guédon en zone occupée et le Mouvement de libération nationale d’Henri Frenay en zone non-occupée.

## Origine
Dans les départements de la zone interdite, Nord et Pas-de-Calais, un journal clandestin, Les Petites Ailes, est publié à l’initiative de Jacques-Yves Mulliez, officier de réserve, qui utilise le papier et le duplicateur des Scouts de France dont il est un chef régional. Treize numéros sont mis en circulation. Tirage du premier, 200 exemplaires. Tirage des derniers, 800 exemplaires. Mulliez est en contact avec Pierre de Froment.
Avec l’accord de Mulliez, Froment (avril 1941) soumet l’idée à Robert Guédon et à Henri Frenay. Le titre est adapté. Les Petites Ailes de France aura deux éditions, une de chaque côté de la ligne de démarcation, avec un éditorial et certains articles en commun. En zone interdite, la publication cesse, dès le premier numéro de zone occupée. A Lyon et à Paris, la nouvelle publication remplace le Bulletin rédigé et fabriqué par Frenay et par Berty Albrecht.

## Zone Nord
Le titre de ce journal fournit un nom au groupe du capitaine Guédon, plus tard rebaptisé Combat Zone Nord. 
En mai 1941, 350 exemplaires du N°1 sont tapés à la machine par Denise Cerneau, Louis Jorimann, Anne-Marie Boumier, Jane Sivadon et par les dactylos et secrétaires de l’usine Fulmen de Clichy dont Berty Albrecht avait été surintendante.
La carte de France qui illustre le bandeau a été dessinée par Denise Cerneau. L'éditorial est d'Henri Frenay. Le rédacteur en chef était Robert Guédon.
Les autres exemplaires du N°1, les différents tirages des N°2, 3 et 4 sont ronéotypés chez Jean Madeline. De qualité très variable, la reproduction est globalement décevante.
En juillet, le journal (N°5 et 6) est imprimé à La Garenne-Colombes, chez Adrien Thomas. Le titre du N°6 est modifié : Les Petites Ailes de la France et de l’Empire.
D’août à septembre, pour des raisons de sécurité, trois numéros (7, 8 et 9) sont tirés sous un titre différent : Résistance, chez le même imprimeur.
En septembre 1941, la publication est bloquée, faute d’argent. De février à juin 1942, la plupart des militants sont interpellés par la Geheime Feldpolizei.

## Zone Sud
Dès le N°2, le journal est imprimé à Villeurbanne, chez Marceline et Joseph Martinet, dans leur petit atelier du 5, rue Mozart. Ces artisans disposent d'un bon stock de papier qui permet d'imprimer de 4 à 5000 exemplaires. Fin août 1941, pour des raisons de sécurité, il est renommé Vérités (17 numéros) qui, en novembre 1941, fusionnera avec Liberté sous un nouveau titre, Combat.

## Sources
- Archives nationales.
- Bibliothèque Nationale.
- Musée de la Résistance et de la Déportation de Besançon.
- BDIC (Nanterre).